# Acer paxii
Acer paxii — вид клена, який був знайдений лише в південно-західному Китаї (Гуансі, Гуйчжоу, Сичуань, Юньнань). Росте в альпійських лісах на висотах від 1500 до 2500 метрів.

## Опис
Acer paxii — вічнозелене дерево до 15 метрів заввишки, з коричневою корою. Кора коричнева. Гілочки тонкі, голі. Листки нескладні, шкірясті, 5–11 × 2–6 см завширшки, беззубчасті, іноді нелопатеві, але іноді з 3 неглибокими частками. Суцвіття верхівкові, щиткоподібні, багатоквіткові. Чашолистків 5, голі. Пелюсток 5, білі, лінійно-ланцетні. Тичинок 8. Плоди зеленувато-жовті; горішки сильно опуклі, кулясті, ≈ 8 × 6 мм, крила різносторонньо розпростерті. Квітне в березні, плодить у серпні.

## Використання
Вид використовується як декоративне садове і як вуличне дерево в Юньнані. За повідомленнями, він також використовується як традиційне лікування бронхіту.